# Telefe noticias
Telefe Noticias es la unidad de noticias de la cadena de televisión argentina Telefe. Se encarga de la producción de cuatro noticieros, un portal web y páginas en redes sociales. Abarca la actualidad tanto argentina como internacional, junto con cobertura en vivo, informes especiales y análisis de especialistas.
Las ediciones del noticiero se retransmiten en vivo al resto de América y Europa por Telefe Internacional y también por la plataforma de streaming Pluto TV.

## Historia

### Sus inicios y cambios (1961-1989)
En 1961, cuando Canal 11 comenzó a emitir programación regular, denominó a su noticiero como El mundo al vuelo y era auspiciado por la hoy extinta línea aérea PANAGRA. Luego, en 1963, hubo un cambio de auspiciantes. ESSO reemplazó a PANAGRA como auspiciante del noticiero del Canal 11, y se le cambió el nombre a El repórter esso y la dirección del canal pasa a estar administrada por Héctor Ricardo García. En ese año, la estación de televisión cambia de nombre a Teleonce, y el informativo también pasa a llamarse Teleonce informa hasta 1974. En ese año, la emisora es expropiada por primera vez bajo el gobierno de María Estela Martínez de Perón; el informativo pasa a tener tres ediciones diarias: Las noticias de primera plana (al mediodía y a la noche) y 24 horas (a la medianoche).
En 1976, año en que comenzó la dictadura militar autodenominada Proceso de Reorganización Nacional, el canal pasa a estar administrado por la Fuerza Aérea Argentina. Con esto la calidad de las noticias pasan a tomar un tono más oficialista del que tenía antes, pero más fuerte debido a la censura y a la ausencia de la libertad de expresión promulgada por el gobierno de facto.
En diciembre de 1983, al retornar la democracia, el presidente Raúl Alfonsín designa un interventor al canal que continúa con el tono oficialista, pero con más libertad de prensa y sin implantar el terrorismo característico del gobierno anterior. El noticiero es renombrado a La noticia en enero de 1984.

### Reprivatización (1990)
El 15 de enero de 1990, luego de la licitación para la privatización del Canal 11 de Buenos Aires que pasaría a llamarse Telefe, el noticiero vuelve a cambiar de nombre, primero a simplemente Primera edición y Segunda edición; y después a Telefe noticias el 30 de julio de 1990. En 1991 se emitió la edición extra en la trasnoche por la cobertura en la Guerra del Golfo.

### Red de Noticias
En 1993, la dirección informativa de Telefe decide lanzar un nuevo canal de noticias, al que denominó Red de Noticias e iría a competir con la señal de Artear Todo Noticias. Con esto en Telefe Noticias se concentraban las noticias más importantes y en la señal satelital otros programas periodísticos que complementarían la información. Periodistas como Rosario Lufrano, Fanny Mandelbaum, Ulises Lencina, Laly Cobas, Carlos Asnaghi, Guillermo Barletta y Amalia Rosas, logran consolidarse en los noticieros de ambos canales.
Sin embargo en 1998, Red de Noticias cesa sus emisiones por bajos niveles de audiencia, a pesar de que algunos de los periodistas que fueran despedidos como Mandelbaum, Lufrano, Lencina, Cobas y Asnaghi denunciaron censura por parte de la empresa.

### Reducción de las ediciones (1999-2002)
El 5 de abril de 1999, luego del cierre de Red de Noticias y los despidos, se cancela la edición central (Segunda edición) del informativo a pesar de medir en promedio 20 puntos de audiencia por día. De esta forma, quedó al aire solamente una emisión del envío, a las 12:00. Las razones del cierre habrían sido por cuestiones políticas, ya que en ese mismo año había elecciones generales presidenciales.
Sin embargo, tres años después, luego de la crisis económica en Argentina de 2001 y de los sucesivos cambios de gobierno nacional, resurge la edición de la noche el 12 de agosto de 2002, ahora conducida por Rodolfo Barili y Cristina Pérez. Omar Fajardo refuerza la primera edición del mediodía conducida por Jorge Jacobson y Paula Trapani.

### Diario de medianoche (2003-2017)
A partir de 2003, además de las ediciones del mediodía y de la noche ya normalizadas, se comenzó a emitir una tercera a la medianoche, llamada en ese momento Diario de guerra. El programa tenía una corta duración de unos 10 a 15 minutos y se enfocaba especialmente en la Guerra de Irak. Estaba presentado por los mismos periodistas que en la edición central: Rodolfo Barili y Cristina Pérez.
Meses más tarde, al acercarse las elecciones nacionales generales, el informativo pasó de llamarse Diario de guerra a Diario de elecciones, ahora dedicado absolutamente a los candidatos. Pero en 2004 comienza además a tratar otro tipo de noticias, del ámbito nacional e internacional, con lo que nuevamente cambia el nombre a Diario de medianoche, consolidándose en esa franja horaria.

### Década de 2000
El 11 de mayo de 2005, Paula Trapani abandona la edición del mediodía y en su lugar ingresa Milva Castellini, junto con Jorge Jacobson y Omar Fajardo. En 2008, Cristina Pérez abandona temporalmente la conducción debido a un accidente; es reemplazada por Castellini en la segunda edición y por Omar Fajardo y Érica Fontana en la tercera edición. Es por ello que se decide aumentar la duración del noticiero llevándolo en algunos casos hasta 1:30 horas (para atraer más audiencia), por lo cual la información, en ciertos casos, es reflejada con un tratamiento en vivo y testimonios.
El 11 de septiembre de 2006, la edición de las 19:00 es movida a las 20:00 para competir directamente contra Telenoche de Canal 13. Desde 2008, la edición que tradicionalmente se emitió al mediodía fue trasladada a la 13:00 por cuestiones de audiencia, programación, y principalmente para competir directamente con El noticiero del Trece. En noviembre de ese año, finalmente Cristina Pérez vuelve a la conducción y meses más tarde Omar Fajardo deja el noticiero para sumarse a C5N.
Más tarde en 2006, Telefe dejó los estudios del noticiero de Pavón 2444 para trasladarse a los nuevos estudios, redacción, control central y telepuerto ubicados en Carlos Calvo 1530.
A mediados de enero de 2009, el programa se ha expandido a 2 horas. También en este año, ingresó Germán Paoloski al campo de presentadores de noticias, en Diario de medianoche, junto a Érica Fontana.

### Década de 2010
Después de 13 años frente al noticiero, el periodista Jorge Jacobson, se retira del programa en septiembre de 2010; es reemplazado por Adrián Puente, hecho ocurrido el 11 de octubre de ese año, cuando también Telefe Noticias hace un cambio de gráficas y de estudio.
En 2009, las 4 ediciones de informativos de Telefe se han consolidado definitivamente, aunque cambiando su formato y emitiendo secciones de espectáculos, tecnología, informática e investigaciones. Además estrenó su sitio web 2.0 con programación de noticieros las 24 horas.
El cambio más importante, además del formato y la forma de dar las noticias, son las modificaciones y las extensiones de horarios para poder aumentar la audiencia. La edición del mediodía, de una 1 hora de duración, pasó a durar en algún momento de 75 o 90 minutos y se trasladó a las 13:00. Lo mismo pasó con la edición de las 19:00 que pasó a emitirse a las 20:00. Para 2021, estas dos ediciones duran 75 minutos.
El 9 de mayo de 2011, comenzó una nueva edición a la mañana, llamada Baires Directo, que es conducida por Érica Fontana y Gustavo López; la misma tiene una tendencia a magacín periodístico. Por ello, Fontana dejó de conducir Diario de medianoche.
Su gerente de contenidos, Francisco Mármol, anunció en Twitter que en 2013 se estrenaría una nueva edición que saldría al aire los fines de semana. El 5 de agosto, se renuevan por tercera y última vez los estudios con nuevo escritorio, redacción al fondo y control central del noticiero. El 4 de noviembre del mismo año, Milva Castellini deja Telefe noticias a las 13 para conducir Baires Directo e intercambió por su respectiva conductora, Érica Fontana.
En febrero de 2014, Gustavo López deja Baires Directo siendo reemplazado por Adrián Puente.
El 23 de enero de 2017, el noticiero de las 13:00 fue pasando al mediodía debido al estreno de ¿En qué mano está?.
El 1 de septiembre de 2017, Telefe dejó los estudios de Carlos Calvo 1530 en la Ciudad Autónoma de Buenos Aires para trasladarse a los nuevos estudios ubicados en la localidad bonaerense de Martínez. El 4 de septiembre, se renovaron los estudios y las gráficas de Telefe Noticias y Baires Directo, que pasó a llamarse Buen Telefe, Nicolás Repetto se volvió el nuevo conductor del noticiero del mediodía, que cambió de nombre a El noticiero de la gente, el cual pasa a emitirse a las 13:00. Adrián Puente conduce el noticiero de la mañana y otros periodistas. Milva Castellini vuelve a la edición de las 13:00 acompañada por Nicolás Repetto y Érica Fontana como coconductoras de la edición. El único noticiero que continúa con el nombre de Telefe noticias es el de las 20:00, el cual es conducido por los periodistas Rodolfo Barili y Cristina Pérez. El 5 de septiembre, Diario de medianoche pasó a llamarse Staff, conducido por Gisela Busaniche, Ignacio "Nacho" Girón, Federico Ini y Jowi Campobassi.
El 11 de marzo de 2019, ocurrió el relanzamiento de El noticiero de la gente, ahora conducido por Germán Paoloski, Milva Castellini, y sus nuevas incorporaciones de Mauro Szeta y Jonatan Viale. Además, el noticiero modificó sus gráficas. El 8 de octubre del mismo año, Staff también renovó sus gráficas, mientras que el 24 de octubre, la edición de las 20:00 también hizo lo mismo. En noviembre, Jonatan Viale abandonó Telefe Noticias para volver a la cadena de noticias A24.

### Década de 2020
El 3 de agosto de 2020, Telefe Noticias relanzó Buen Telefe, con nueva gráfica y nuevo estudio, manteniendo las cortinas musicales de 2017. En octubre, Telefe Noticias se lanza como canal de televisión dentro de la plataforma por internet Pluto TV, disponible para toda Latinoamérica.
El 3 de noviembre, Telefe Noticias organizó una cobertura detallada de las elecciones estadounidenses en conjunto con CBS, debido a que ambas cadenas pertenecen a ViacomCBS.
El 25 de noviembre de 2020 en motivo del fallecimiento de Diego Maradona tuvo una cobertura especial de 9 horas y 30 minutos, desde las 13:00 hasta las 22:30. Se extendió en El noticiero de la gente, el cual salió al aire durante toda la tarde hasta las 15:00 e intercaló con Flash de Noticias y luego desde las 18, con Telefe Noticias Flash. Así, conectó a las 20:00 con Telefe noticias a las 20. A la medianoche, se emitió una versión extendida de Staff de noticias. Al día siguiente, se inició nuevamente la cobertura con una versión extendida de Buen Telefe hasta las 10:05, para el pase a Flor de Equipo que se adelantó 85 minutos.
El 7 de marzo del 2022, Telefe noticias a las 20 renovó sus gráficas, su estudio y su cortina musical.
El 5 de febrero de 2024, Cristina Pérez y Rodolfo Barili volvieron de sus vacaciones a Telefe noticias a las 20. En ese mismo programa, Cristina Pérez solo estuvo presente en la bienvenida y en un segmento especial para anunciar su salida del noticiero como conductora, aunque hará columnas y tendrá otro programa en Telefe.

## Eslóganes
- 1990-1995: Donde está la información.
- 1995-1997: La verdad.
- 2001-2002: Sentí la verdad.
- 2002-2006: La información.
- 2006-2010: Contamos tu vida.
- 2010-2017: Vos elegís, todo el día.
- Desde 2017: Periodismo.

## Ediciones
El canal cuenta con cinco ediciones diarias de noticieros. Todas las horas son en ART (UTC-3)
| Nombre                   | Horario                        | Conducción                                           |
| ------------------------ | ------------------------------ | ---------------------------------------------------- |
| #TT                      | Lunes a viernes 06:45 a 07:00  | Daniel Roggiano                                      |
| #BuenTelefe              | Lunes a viernes 07:00 a 09:30  | Adrián Puente - Érica Fontana                        |
| El noticiero de la gente | Lunes a viernes 13:00 a 14:30  | Germán Paoloski - Milva Castellini                   |
| Telefe Noticias          | Lunes a viernes 20:00 a 21:45  | Rodolfo Barili                                       |
| Staff                    | Martes a sábados 00:15 a 01:00 | Miguel Bossio - Mariano García - Florencia Scarpatti |

## Periodistas

### Conductores
- Daniel Roggiano: Tiempo y tránsito
- Adrián Puente y Érica Fontana: Buen Telefe
- Germán Paoloski y Milva Castellini: El noticiero de la gente
- Rodolfo Barili: Telefe noticias
- Miguel Bossio, Mariano García y Florencia Scarpatti: Staff de noticias

Durante los años anteriores, el noticiero también estaba presentado por, entre otros, Juan Carlos Pérez Loizeau, Franco Salomone, Amalia Rosas, Rosario Lufrano, Carlos Asnaghi, Jorge Jacobson, Carolina Perín, Paula Trapani, Omar Fajardo, Martina Soto Pose, Gustavo Héctor López, Jowi Campobassi, Nicolás Repetto, Cristina Pérez e Ignacio Girón.

### Columnistas
| Sección             | Periodista/s                                                                                               |
| ------------------- | --- |
| Política            | Reynaldo Sietecase                                                                                         |
| Economía            | Pablo Wende y Carolina Suárez                                                                              |
| Informes especiales | Alejo Santander, Gisela Busaniche, Guillermo Panizza Rodolfo Sbrissa, Anabella Messina y Gisele Sousa Días |
| Policiales          | Augusto Telias, Mariano García, Germán Condotto y Alejo Santander                                          |
| Deportes            | Ramiro Pantorotto, Fernando Carlos, Martín Reich y Miguel Bossio                                           |
| Espectáculos        | Lucila "Luly" Illbele, Pilar Smith, Josefina Ansa                                                          |
| Clima/Tránsito      | Daniel Roggiano                                                                                            |
| Salud               | Daniel López Rosetti                                                                                       |

### Otros periodistas
También conforman el equipo periodístico:
- Abigail Hermo
- Alejo Santander
- Anabella Messina
- Damián Carreras
- Daniel Roggiano
- Diego Pietrafesa
- Pedro Crescia
- Fernando Eiriz
- Florencia Scarpatti
- Germán Condotto
- Guillermo Panizza
- Ignacio Bottaro
- María Julia Mastromarino
- Matías Castelli
- Maximiliano Real
- Rodolfo Sbrissa

### Otros periodistas que trabajaron en el canal
Los que conformaron en el equipo periodístico: 
- Guillermo Barletta
- Laly Cobas (†2012)
- Catalina de Elía
- Ignacio Jubilla
- Ricardo Romero
- Javier Díaz
- Laura Kalerguiz
- Nicolás Feuermann († 2018)
- Ulises Lencina
- Fanny Mandelbaum
- Jonatan Viale
- Rosemarie († 2022)
- Federico Ini
- Fernando Menéndez
- Silvana Cataruozzolo
- Pablo Giunta
- Mauro Szeta
- Agustina Casanova

### Telefe noticias interior
Telefe Noticias tiene presencia en el interior del país a través de 3 canales de televisión abierta que integran el Grupo Telefe.
- Telefe Córdoba: Telefe Noticias
- Telefe Rosario: Telefe Noticias
- Telefe Santa Fe: Telefe Noticias

## Alianza de canales
Desde el año 2005 hasta 2019 (reemplazado por el grupo Artear) conformó la denominada Alianza Informativa Latinoamericana, en la cual varios canales y noticieros de América Latina colaboran entre sí, compartiendo información, recursos humanos y técnicos. La misma está compuesta por:
| Argentina            | Buen Telefe, El noticiero de la gente, Telefe noticias y Staff (por Telefe) |
| Bolivia              | Telepaís (por Unitel)                                                       |
| Brasil               | BANDNEWS (por Rede Bandeirantes)                                            |
| Chile                | Meganoticias (por Mega)                                                     |
| Colombia             | Noticias Caracol (por Caracol Televisión)                                   |
| Costa Rica           | Telenoticias (por Teletica)                                                 |
| Ecuador              | Televistazo (por Ecuavisa)                                                  |
| El Salvador          | TCS Noticias (por Canal 2, Canal 6 y Canal 4 (El Salvador))                 |
| Guatemala            | Hechos Guatemala (por TV Azteca Guatemala)                                  |
| Honduras             | 11 Noticias (por Canal 11 Honduras)                                         |
| México               | Azteca noticias (por TV Azteca)                                             |
| Panamá               | TVN noticias (por Televisora Nacional Canal 2)                              |
| Paraguay             | Noticias ahora (por Noticias PY)                                            |
| Perú                 | 90 (por Latina Televisión)                                                  |
| República Dominicana | Noticias SIN (por Colorvisión)                                              |
| Uruguay              | Teledía y Telenoche (por Canal 4)                                           |
| Venezuela            | El informador (por Venevision)                                              |
| Nicaragua            | 'Acción 10 (por Canal 10 (Nicaragua))                                       |